# Rhododendron alutaceum
Rhododendron alutaceum (лат.) — кустарник, вид подсекции Taliensia секции Ponticum подрода Hymenanthes рода Рододендрон (Rhododendron) семейства Вересковые (Ericaceae).
Китайское название: 棕背杜鹃.

## Ботаническое описание
Кустарник высотой 1,5—4 метра.
Молодые побеги и черешки густо шерстистые и/или железистые.
Черешок листа 10—15 мм; листовая пластинка кожистая, продолговатая, от ланцетной до узко продолговатой, 5—14 × 1,5—3,5 см; на конце острая или коротко остроконечная; абаксиальная поверхность с двухслойным волосяным покровом; адаксиальная поверхность гладкая.
Соцветие состоит из 10—15 цветков. Цветоножка 1,5—2 см; венчик колокольчатый или воронковидно-колокольчатый, от белого до розового цвета, с малиновыми пятнами и пурпурно-красным базальным пятном, 3,5—4 см, тычинкок — 10, они неравной длины, нити белые. Аромат отсутствует.
Цветение в июне-июле. Семена созревают в сентябре-октябре.

## Экология
Хвойные леса, заросли на склонах, на высоте 3200—4300 метров над уровнем моря.
Rhododendron alutaceum var. alutaceum выдерживает понижения температуры до −21 °С.

## Ареал
Китай (Сычуань, Юньнань, Тибетский автономный район).

## Естественные разновидности
- Rhododendron alutaceum var. alutaceum
- Rhododendron alutaceum var. iodes (Balf. f. & Forrest) D.F. Chamb.
- Rhododendron alutaceum var. russotinctum (Balf. f. & Forrest) D.F. Chamb.